# Chou Chang-Shen
Chou Chang-Shen es un deportista taiwanés que compitió en tenis de mesa adaptado. Ganó tres medallas en los Juegos Paralímpicos de Verano en los años 1996 y 2000.

## Palmarés internacional
| Representando a China Taipéi |                          |                   |              |
| Juegos Paralímpicos          |                          |                   |              |
| Año                          | Lugar                    | Medalla           | Prueba       |
| 1996                         | Atlanta (Estados Unidos) | Medalla de bronce | Individual 5 |
| 2000                         | Sídney (Australia)       | Medalla de plata  | Individual 5 |
| 2000                         | Sídney (Australia)       | Medalla de plata  | Equipo 5     |